# Айзенберг, Петер
Пе́тер А́йзенберг (нем. Peter Eisenberg; род. 18 мая 1940, Штраусберг, провинция Бранденбург) — немецкий лингвист, специалист в области грамматики немецкого языка. До 2005 года профессор Потсдамского университета.

## Биография
Родился в 1940 году в Штраусберге. Окончил школу в Касселе. С 1963 по 1968 учился в Берлинской высшей школе музыки, параллельно изучал телекоммуникационную инженерию в Техническом университете Берлина, который окончил в 1969. Следом поступил в Свободный университет Берлина, где изучал языкознание. В 1970-71 обучался в Массачусетском технологическом институте.
В 1975 Айзенберг защитил кандидатскую диссертацию, работал в Ганновере. В 1977 защитил докторскую и спустя три года стал работать в качества профессора немецкого языка в Свободном университете Берлина. С 1992/93 профессор Ганноверского университета имени Вильгельма Лейбница, с 1993 года — профессор Потсдамского университета.
С 1990 по 1992 председатель Немецкого общества языкознания (Deutsche Gesellschaft für Sprachwissenschaft, DGfS), в 1998 избран членом Немецкой академии языка и поэзии (Deutsche Akademie für Sprache und Dichtung, DASD). Работал гастролирующим профессором в Пекине (1988/89, 2000), Каире (1995), Тбилиси (1997), Париже (1998), Тегеране (2000) и (после эмеритации в 2005) в Бангкоке (2006).

## Деятельность
В качестве лингвиста Петер Айзенберг работал прежде всего в направлении компьютерной лингвистики, искусственного интеллекта и теории грамматики, однако всё больше склонялся к немецкой грамматике, в особенности — синтаксису и семантике. В 1986 издал книгу Grundriß der deutschen Grammatik, которая имел большую популярность в университетах. В 1995 работал над пятым изданием Duden-Grammatik и был руководителем шестого издания
С 1984 по 1999 был членом организации Studiengruppe Geschriebene Sprache фонда Вернера-Раймера, противостоявшей реформе правописания 1996 года. На слушании во время конференции Минкультуры в Бонне в мае 1993 представлял Немецкое общество языкознания и попрекал реформаторов в том. что они не подготовили исчерпывающего словаря. В 1995 обрушился с новой критикой на реформу, особо подчеркнув, что решение замены ß на ss в ряде случаев — «худшее из всех мыслимых решений». За активную критику реформы в 1996 был награждён Фондом Хеннига-Кауфмана по защите чистоты немецкого языка Премией немецкого языка. В 1997 был избран членом Межгосударственной комиссии по немецкому правописанию (Zwischenstaatliche Kommission für deutsche Rechtschreibung), однако через год вышел из её состава в знак протеста (министры культуры отклоняли предложения комиссии). Был одним из 600 подписавших Декларацию языковедов и литераторов против реформы.
В 2003 Айзенберг был автором компромиссных предложений и словаря от Немецкой академии языка и поэзии. Как представитель академии также имел членство в Совете по немецкому правописанию (Rat für deutsche Rechtschreibung). После очередного скандала покинул совет.
В мае 2007 за труды и заслуги в области немецкого языка был удостоен звания почётного доктора Бамбергского университета. В 2008 получил Премию Конрада Дудена.

## Публикации
- mit Hartmut Haberland: Das gegenwärtige Interesse an der Linguistik. In: Das Argument 72:1972, S. 326—349
- Oberflächenstruktur und logische Struktur. Untersuchungen zur Syntax und Semantik des deutschen Prädikatadjektivs. Niemeyer, Tübingen 1976. ISBN 3-484-10251-9 (Dissertation)
- (Hrsg.) Maschinelle Sprachanalyse. de Gruyter, Berlin/New York 1976. ISBN 3-11-005722-0
- (Hrsg.) Semantik und künstliche Intelligenz. de Gruyter, Berlin/New York 1977. ISBN 3-11-005721-2
- Grundriß der deutschen Grammatik. Metzler, Stuttgart 1986 (3. überarbeitete Auflage 1994) ISBN 3-476-00582-8. Neuausgabe in zwei Bänden 1998/1999 (3. Auflage 2006) ISBN 978-3-476-02160-1 und ISBN 978-3-476-02161-8
- (Hrsg. mit Hartmut Günther) Schriftsystem und Orthographie. Niemeyer, Tübingen 1989. ISBN 3-484-31097-9
- (Hrsg.) Silbenphonologie des Deutschen. Narr, Tübingen 1992. ISBN 3-8233-4743-8
- Der Duden. Band 4: Grammatik der deutschen Gegenwartssprache. 6. Auflage (Neubearbeitung). Dudenverlag, Mannheim/Leipzig/Wien/Zürich 1998. ISBN 3-411-04046-7. In der völlig neu erarbeiteten 7. Auflage, ebd. 2006 übernimmt er das Kapitel Phonem und Graphem, SS 1-94
- (Hrsg.) Niemand hat das letzte Wort. Sprache, Schrift, Orthographie. Göttingen: Wallstein, 2006, 121 S., ISBN 978-3-8353-0059-0 (Valerio, Heftreihe der Deutschen Akademie für Sprache und Dichtung, Band 3, 2006)
- Der Duden. Band 9: Richtiges und gutes Deutsch. Wörterbuch der sprachlichen Zweifelsfälle. 6. Auflage (Neubearbeitung). Dudenverlag, Mannheim/Leipzig/Wien/Zürich 2007. ISBN 978-3-411-04096-4* Mitherausgeber der 7. Auflage (Neubearbeitung). Dudenverlag, Mannheim/Leipzig/Wien/Zürich 2011
- Wahrig: Grundregeln der deutschen Rechtschreibung. Die deutsche Orthografie auf einen Blick. Wissen-Media-Verlag, Gütersloh/München 2007. ISBN 978-3-577-07568-8. Zweite Auflage unter dem Titel Wahrig: Rechtschreibung auf einen Blick. Grundregeln der deutschen Orthografie. ebd. 2013. (sehr gelungener Versuch, die amtlichen Regeln mit plausiblen Begründungen zu versehen)
- Das Fremdwort im Deutschen. de Gruyter, Berlin 2011, ISBN 978-3-11-023564-7; E-Book ISBN 978-3-11-023565-4

Участие в журналах:
- Germanistische Linguistik (Hildesheim)
- Praxis Deutsch (Velber)

Авторство в книжных сериях:
- Studien zur deutschen Grammatik (Tübingen)
- Konzepte der Sprach- und Literaturwissenschaft (Tübingen)
- Monographien Germanistische Linguistik (Hildesheim)